# Tavík František Šimon
Tavík František Šimon', geboren als František Šimon' (Železnice, 13 mei 1877 – Praag, 19 december 1942), was een Boheems-Tsjechisch kunstschilder, graficus en professor aan de Academie voor Schone Kunsten in Praag.

## Leven en werk
Šimon werd geboren als zoon van croupier Antonín Šimon en zijn vrouw Anna (geboortenaam: Tavík). Hij studeerde van 1894 tot 1900 aan de Academie voor Schone Kunsten in Praag onder Maxmilián Pirner. Als beursstudent van Josef Hlávka reisde hij in 1902 naar Italië en in 1903 naar Parijs met Hugo Boettinger. Hij verbleef tot 1914 in Parijs en vanaf 1906 was hij lid van de Société de la gravure en couleurs. Vanaf 1910 was hij lid van de Royal Society of Painters in Londen. In 1917 was hij medeoprichter van het Spolku českých umělců grafiků Hollar (Genootschap van Tsjechische Grafische Kunstenaars Hollar). Tussen 1898 en 1942 was hij tevens lid van het Spolek výtvarných umělců Mánes (Genootschap van Beeldende Kunstenaars Mánes) en in 1919 was hij voorzitter daarvan. Als artiest nam hij de voornaam Tavík aan (zijn moeders geboortenaam).
Tijdens zijn verblijf in Parijs reisde hij naar Spanje, het Verenigd Koninkrijk en Marokko, en in 1926 en 1927 maakte hij een wereldreis. In 1928 werd hij professor aan de toen net opgerichte afdeling grafische kunsten aan de Academie voor Schone Kunsten in Praag.

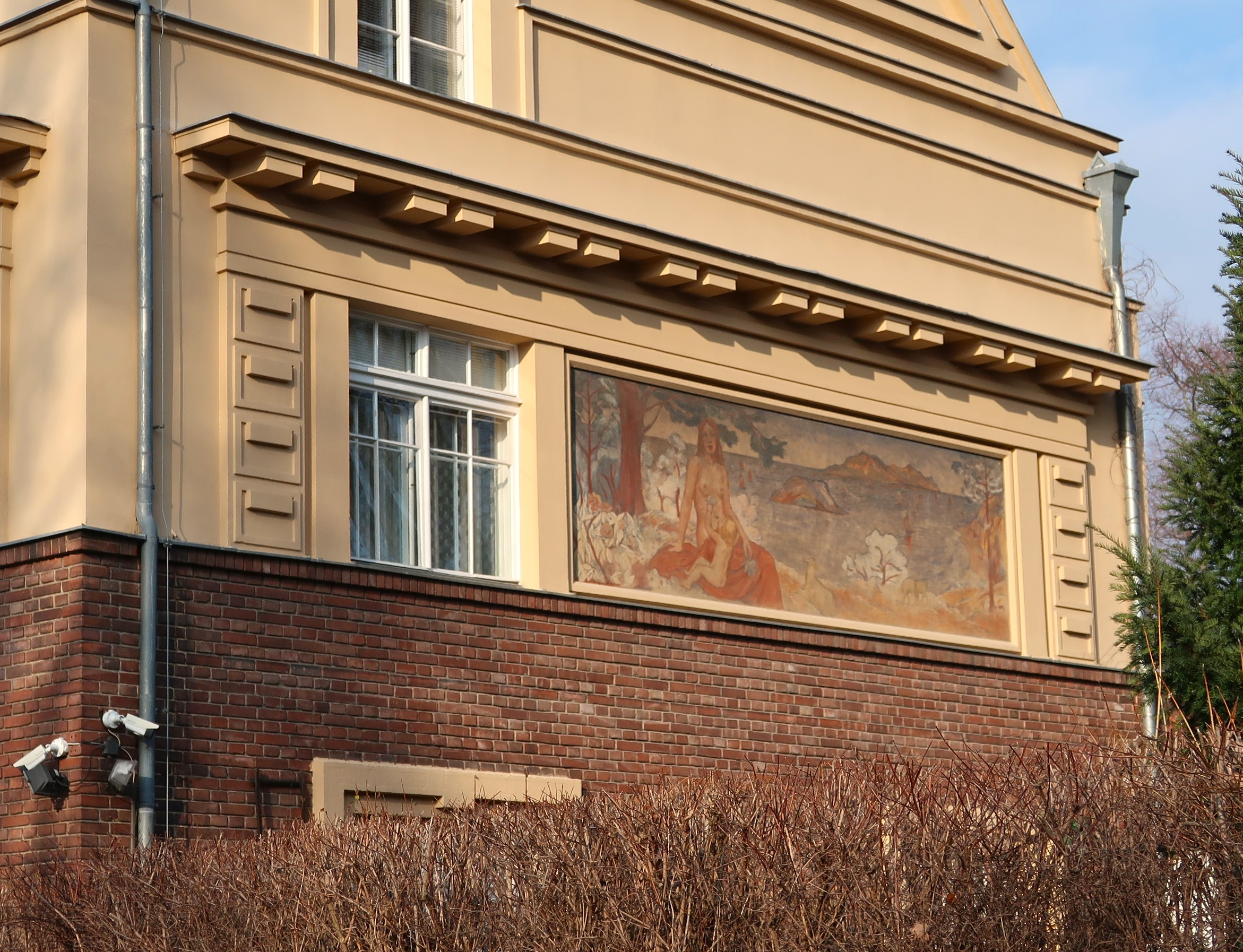
Gevelkunst op Šimons villa, door hemzelf aangebracht

Ook publiceerde Šimon artikelen over grafische kunst in het tijdschrift Hollar en verschillende handboeken voor grafische kunstenaars. Zijn schilder- en grafisch werk bestaat veelal uit vergezichten van Praag, New York en Parijs, beïnvloed door Franse impressionisten en post-impressionisten. De Gauguin-schilderijen uit Tahiti inspireerden Simon om composities uit India te maken, waarvan hij de grootste - een Indiase kustlijn met moeder en kind - op de zijgevel van zijn villa in Bubeneč schilderde. Op de voorgevel, bij de ingang, schilderde hij twee muzen tussen de ramen. Anno 2024 staat zijn villa er nog, maar is niet tot monument verklaard.
In zijn prentkunst maakte hij gebruik van lithografie, aquareltinten en kleuren geïnspireerd op Japanse prenttechnieken.

## Privéleven

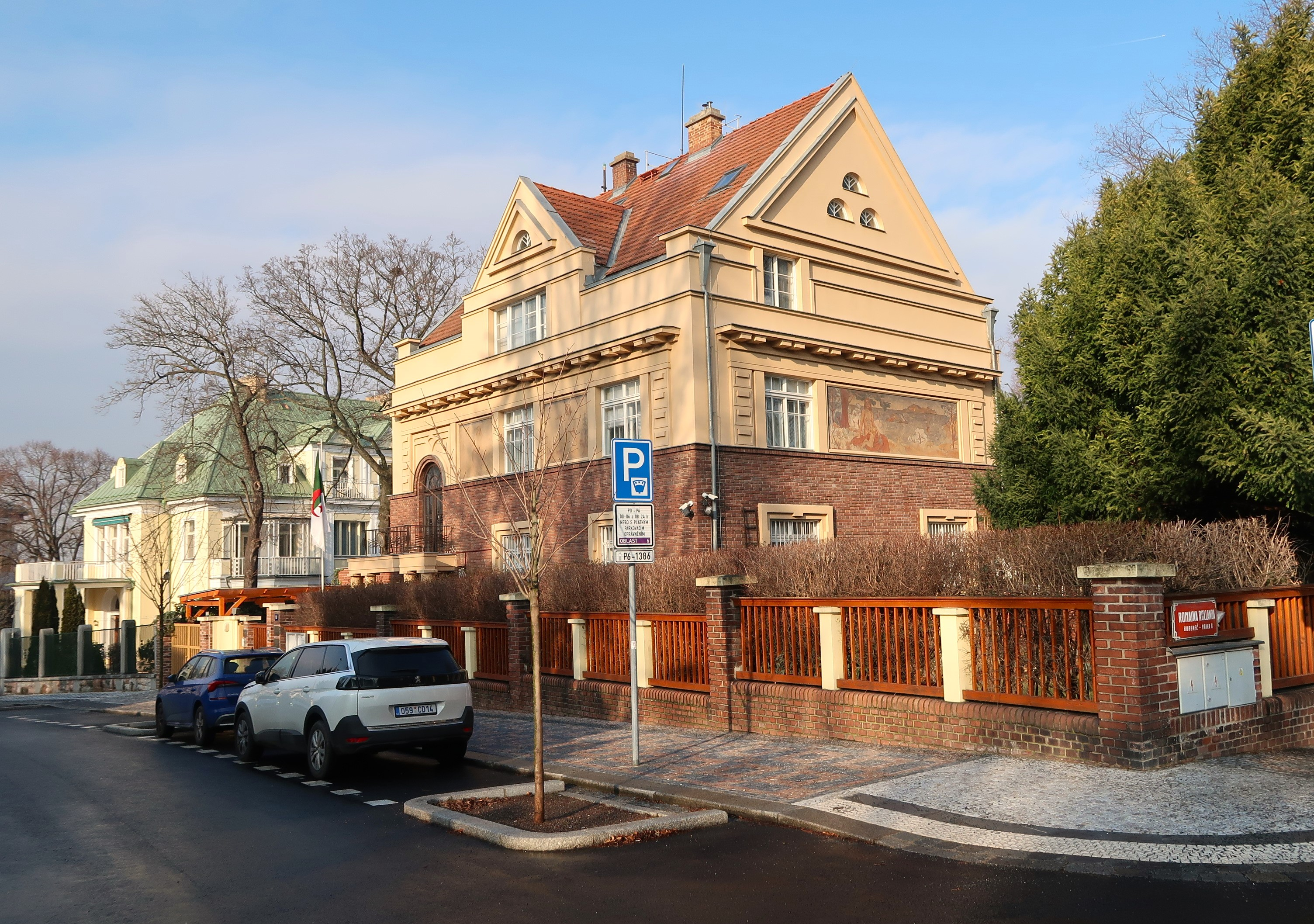
Šimons villa

Met zijn vrouw Vilemina Šimon (geboortenaam: Kracíková - 1882-onbekend) kreeg hij een dochter genaamd Eva en drie zoons genaamd Pavel, Ivan en Kamil. Kamil stierf als kind aan de gevolgen van tuberculose. Šimon ligt begraven in een familiegraf op begraafplaats Bubeneč in Praag.

## Galerij

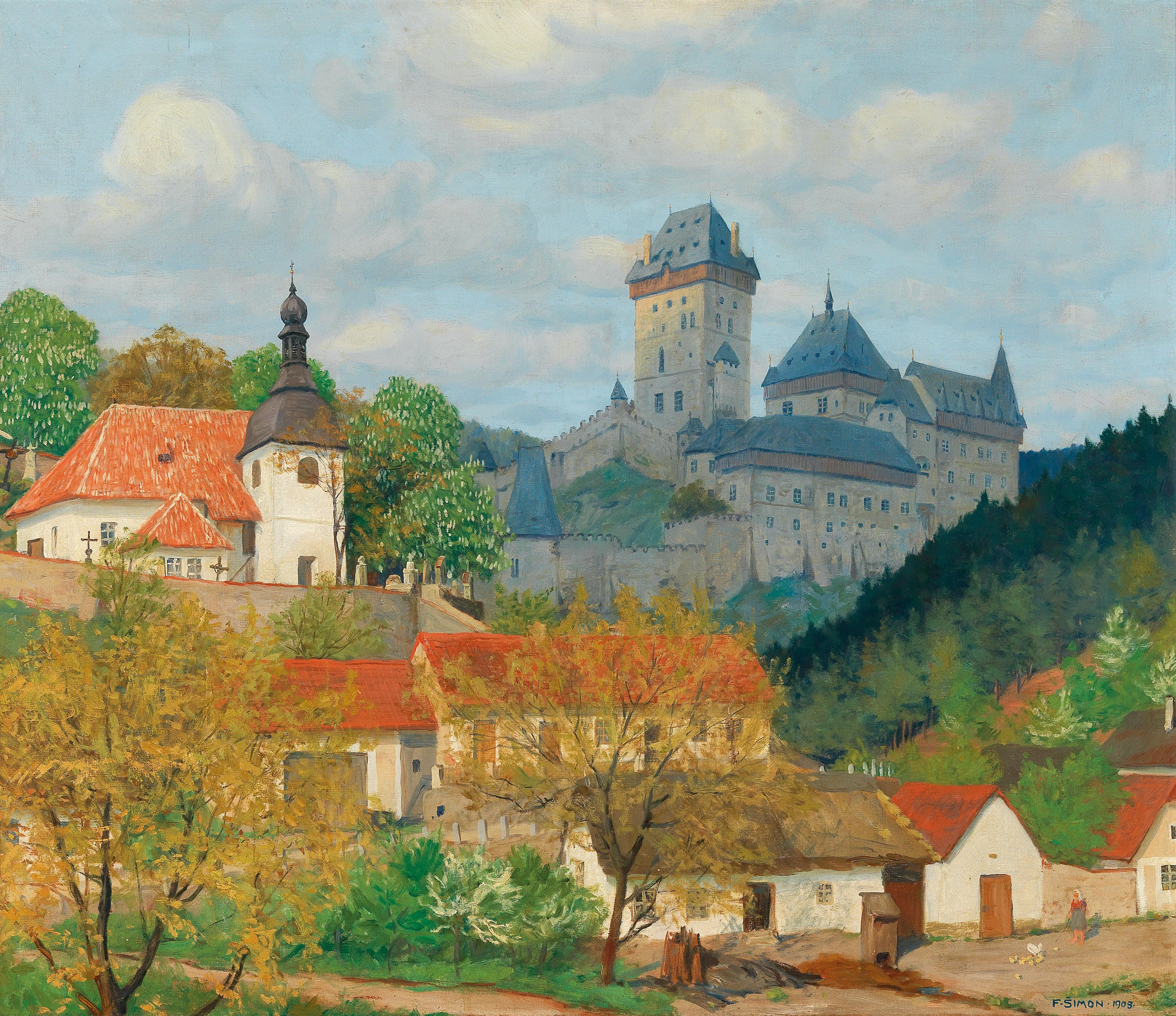
Blik op kasteel Karlštejn nabij Praag (1903)
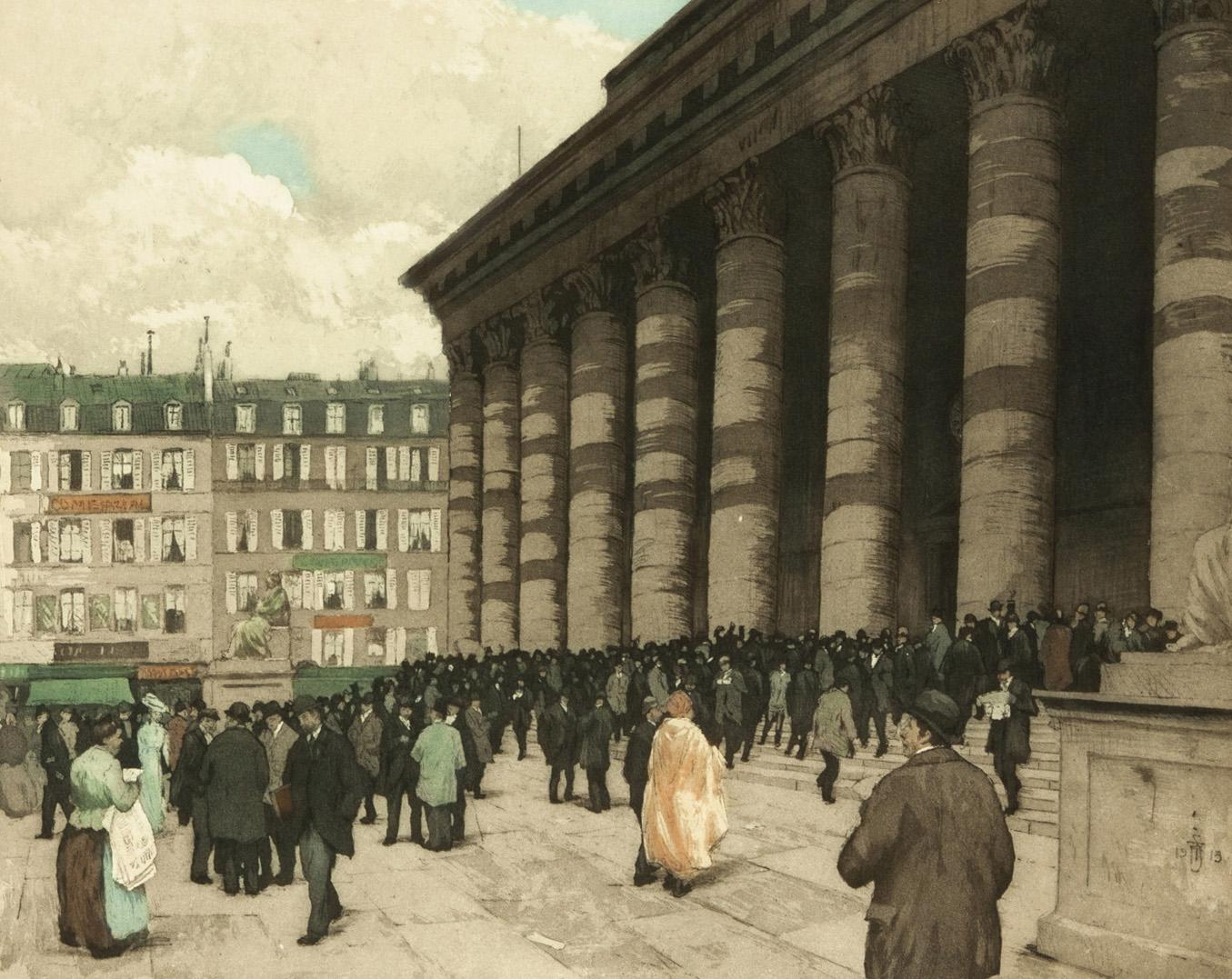
Parijse beurs (omstreeks 1910)
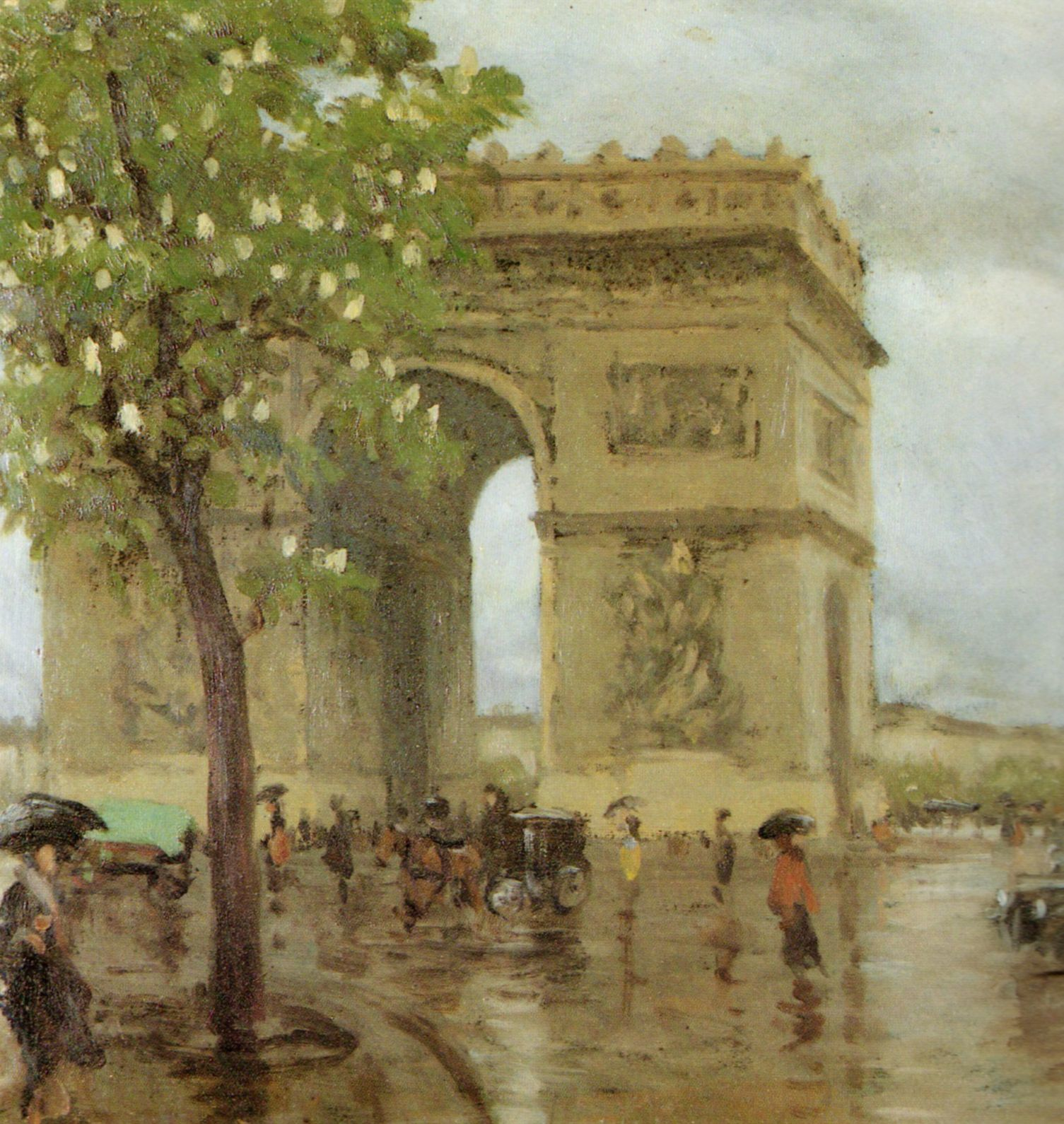
Place de L'étoile in Parijs (1912)
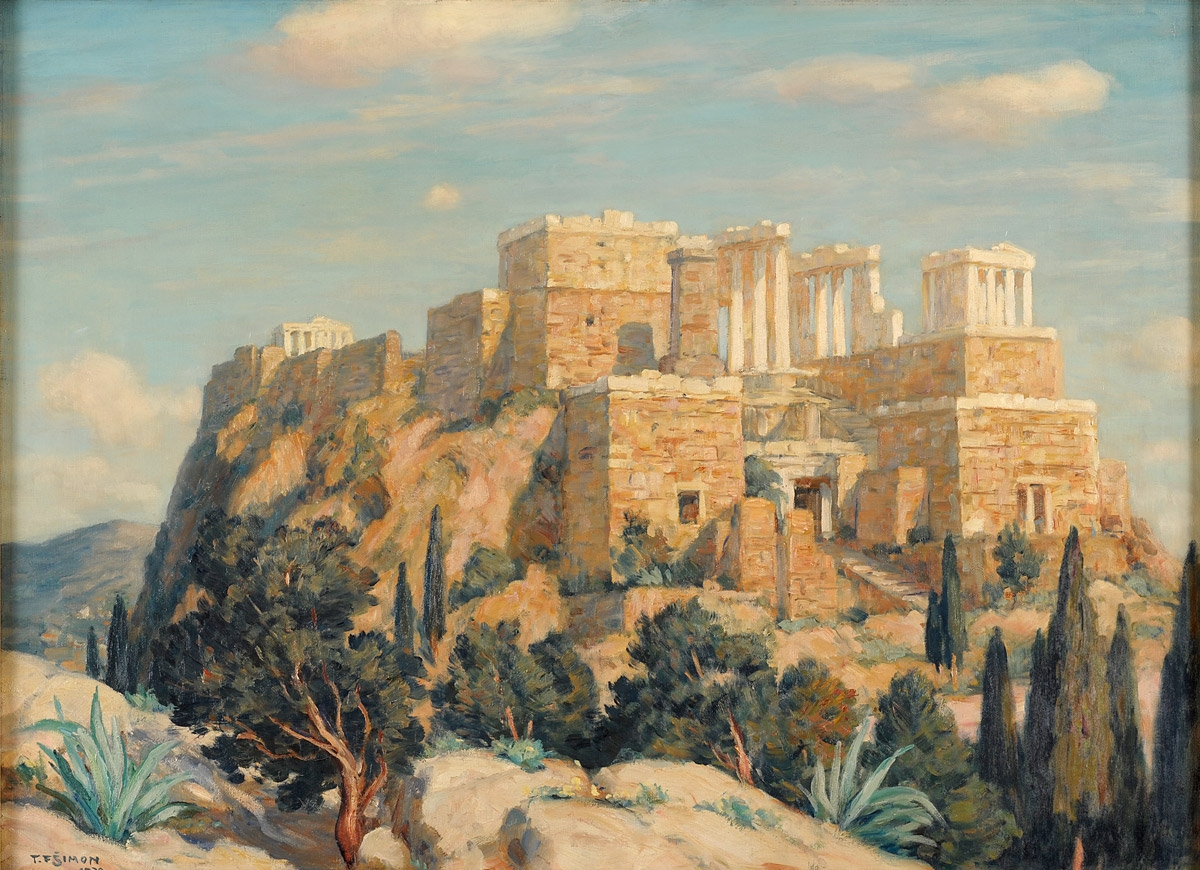
Akropolis (1926)
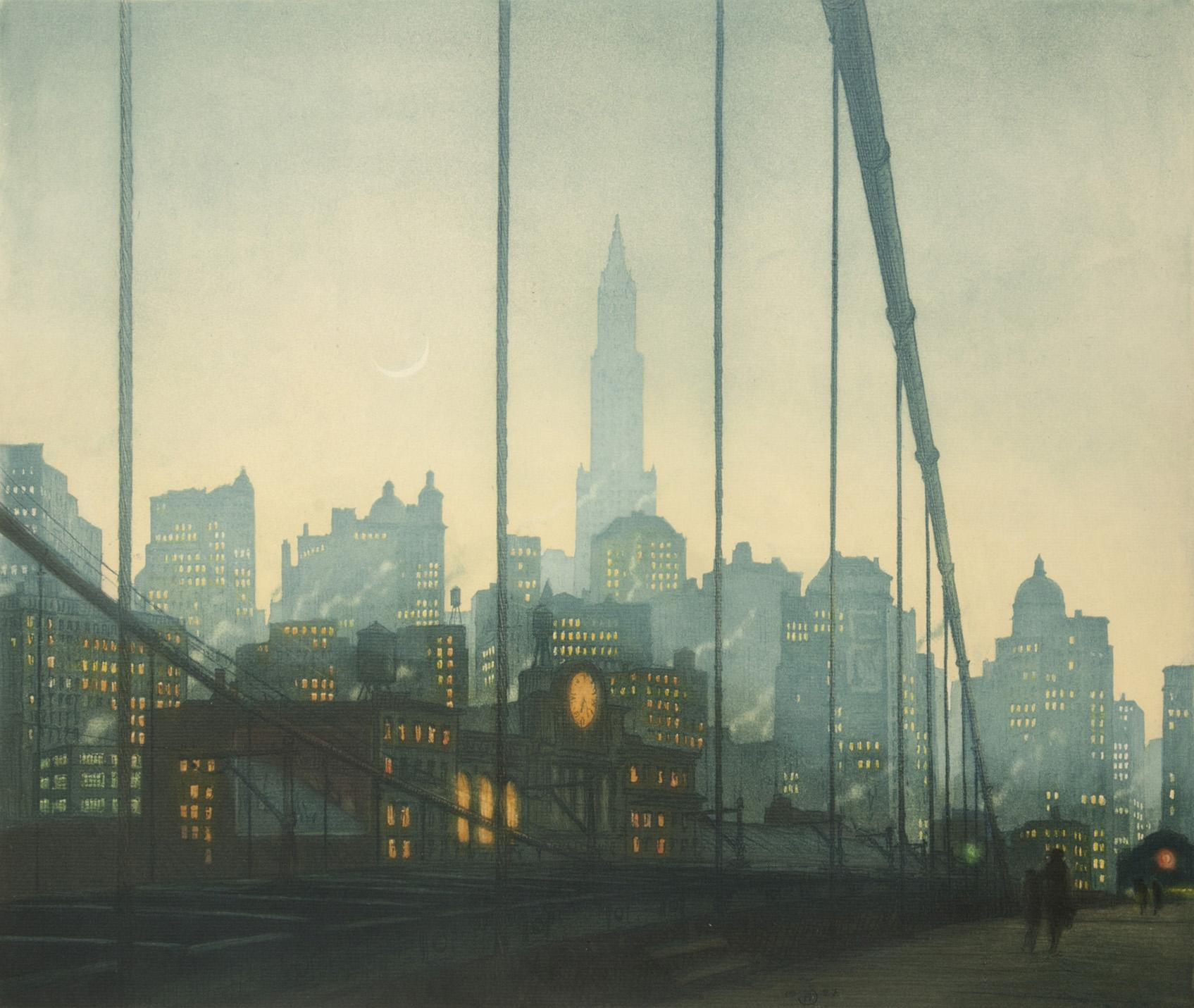
New York (1926-1927)
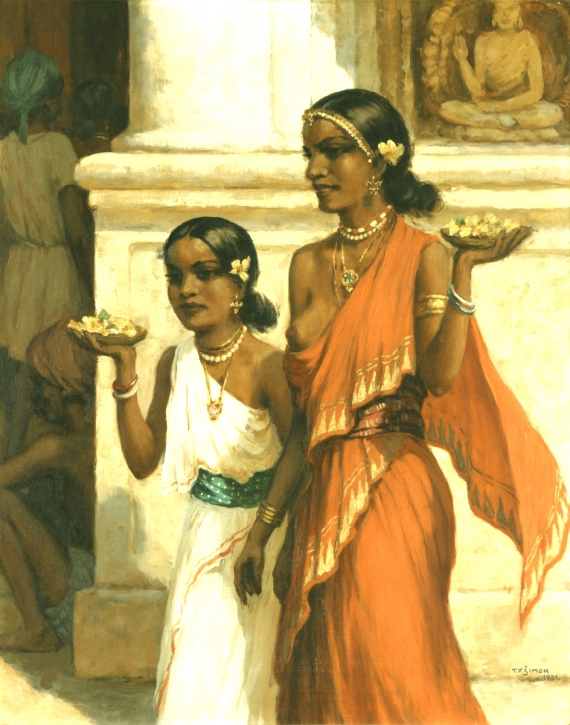
Ceylon (1926-1927)
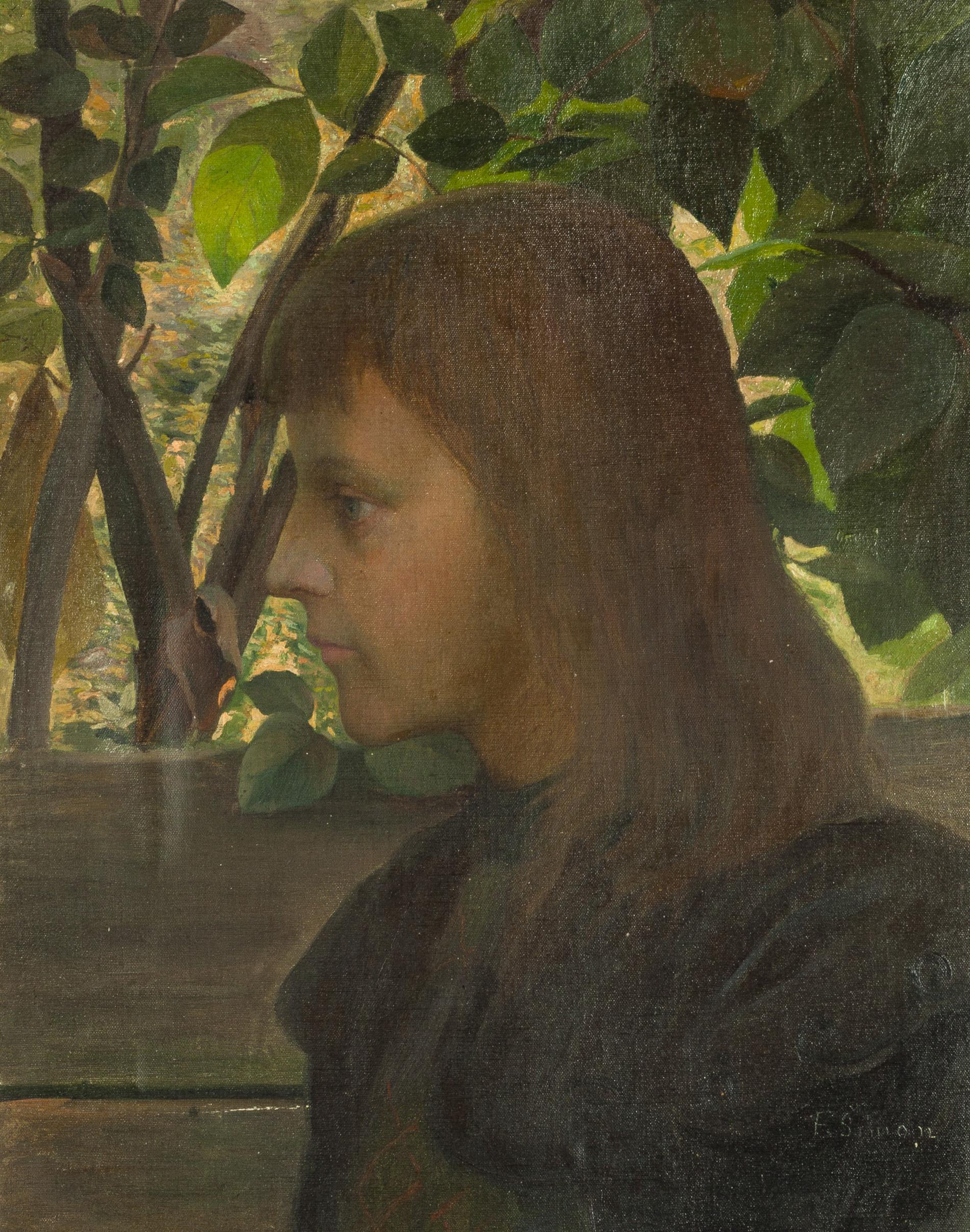
Vrouw (omstreeks 1942)
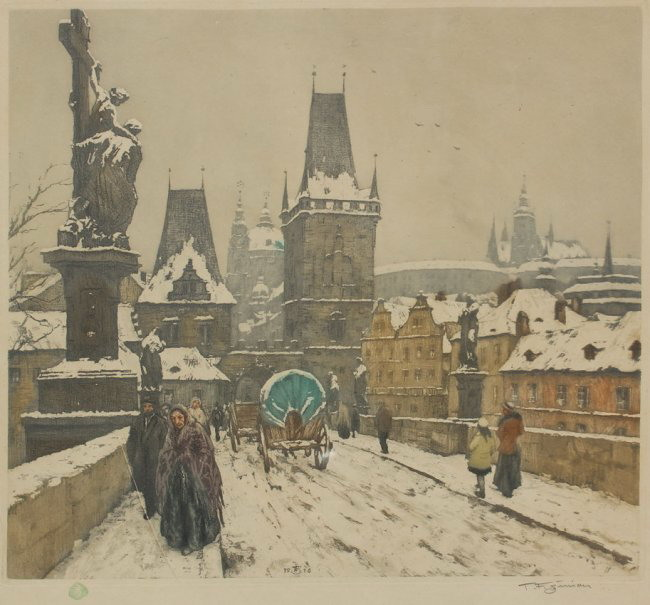
Personen in een besneeuwde stad (omstreeks 1942)